# Saint-Mathurin-sur-Loire

Saint-Mathurin-sur-Loire este o comună în departamentul Maine-et-Loire, Franța. În 2009 avea o populație de 2,367 de locuitori.